# François Renard
Pour les articles homonymes, voir Renard (homonymie).
François Renard (né Lambert Renard à Liège Saint-Léonard le 23 août 1907 et mort à  Liège le 20 janvier 1980) est un fantaisiste, chanteur et humoriste liégeois.  

## Biographie
Après des études de coiffure, François Renard devient rapidement chansonnier au cabaret des deux fontaines. Après un détour par Bruxelles, il revient à Liège en 1947, pour finalement s'installer au Kursaal à Esneux.
Il fit également plusieurs disques de sketches en wallon (chez Pathé et EMI).
Son personnage le plus connu est 'Popol', un jeune garçon qui interprète à sa manière le monde qui l'entoure dans un langage truculent.
Il anima une émission radio hebdomadaire à la RTB, Popol et tante Titine avec Henriette Brenu.